# 團地

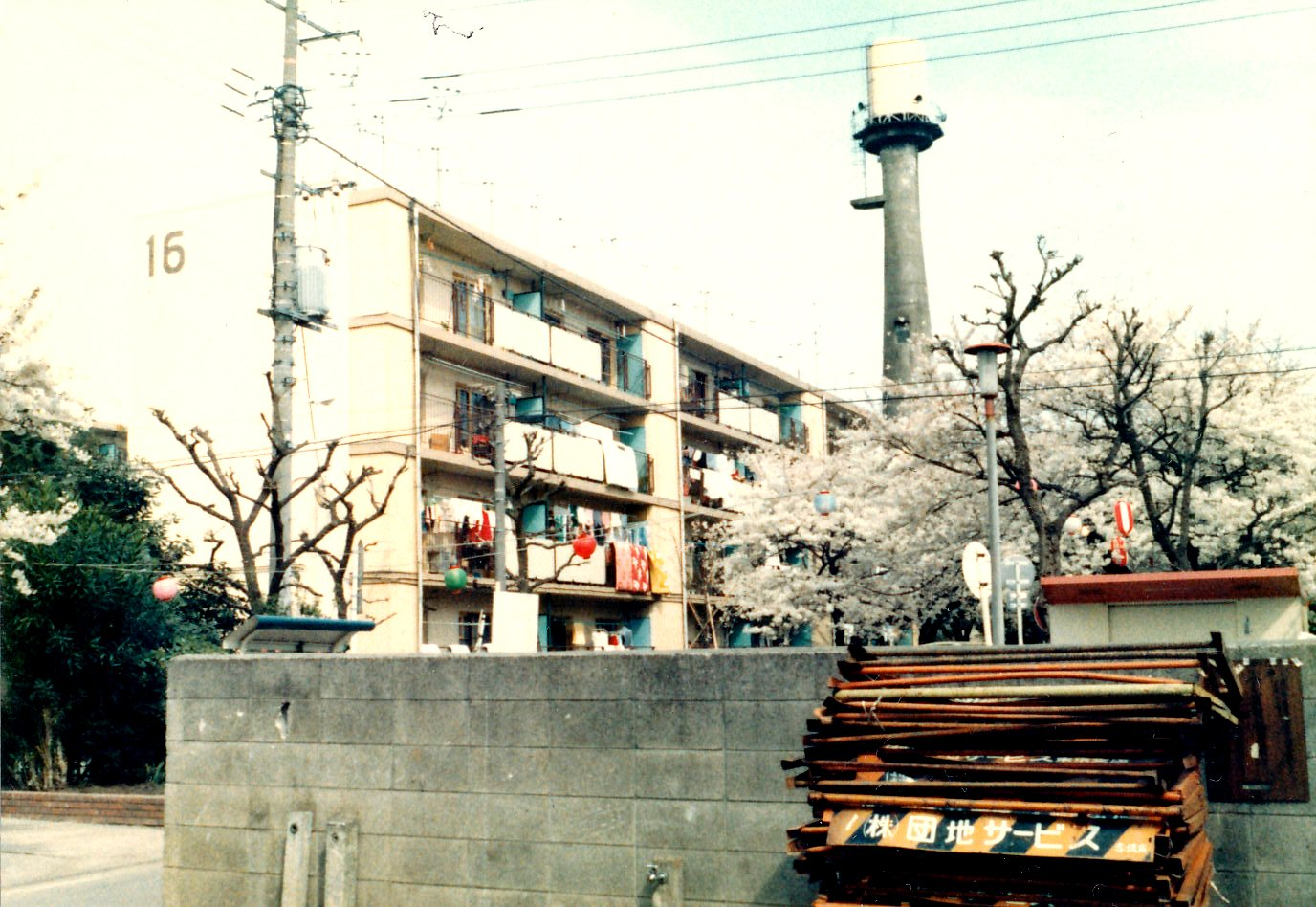
1982年的東京板橋區一處團地

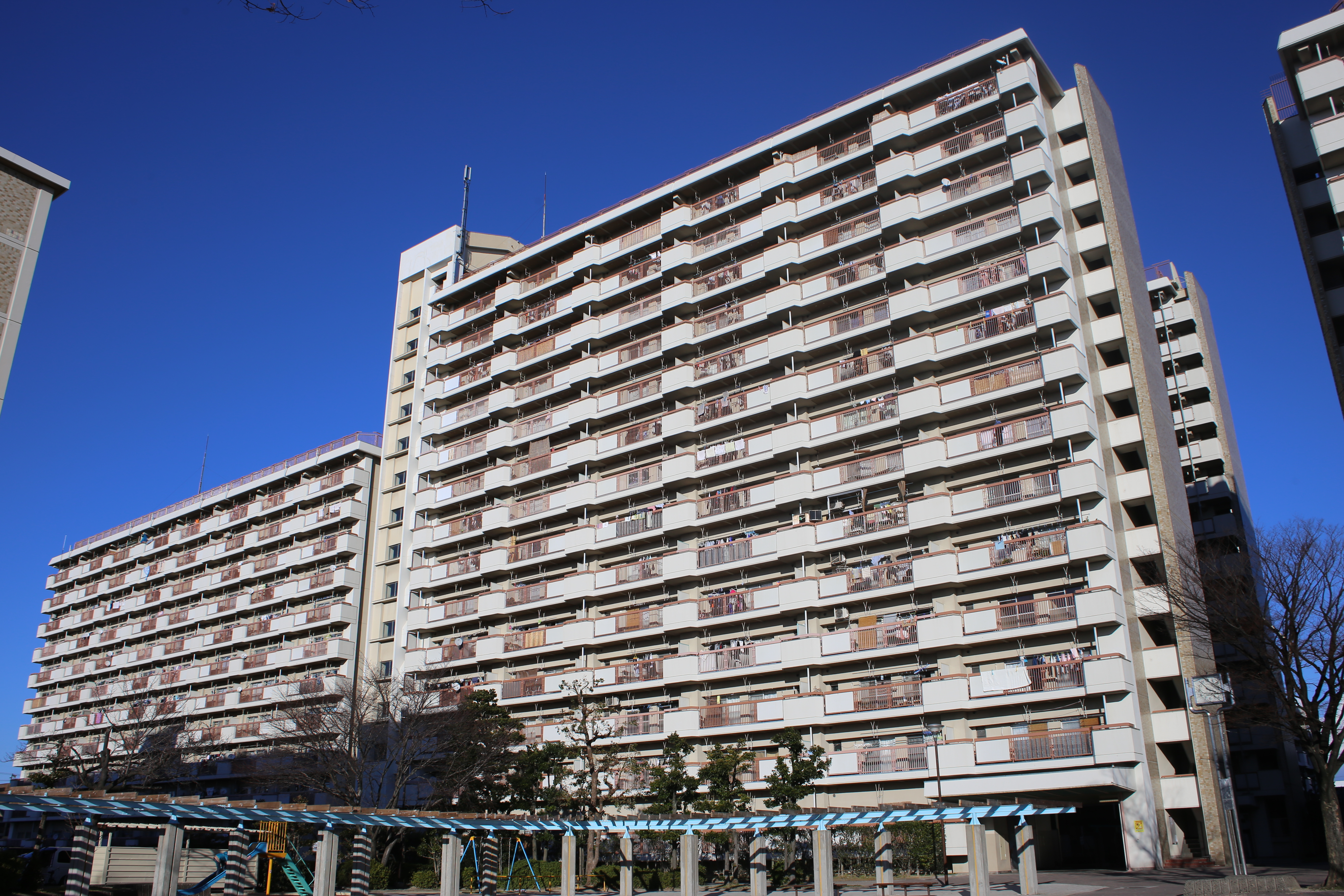
較高樓層數的電梯團地

團地（日语：／ Danchi */?）為日本和製漢語名詞，指大量興建的密集廉價住宅開發區。

## 歷史

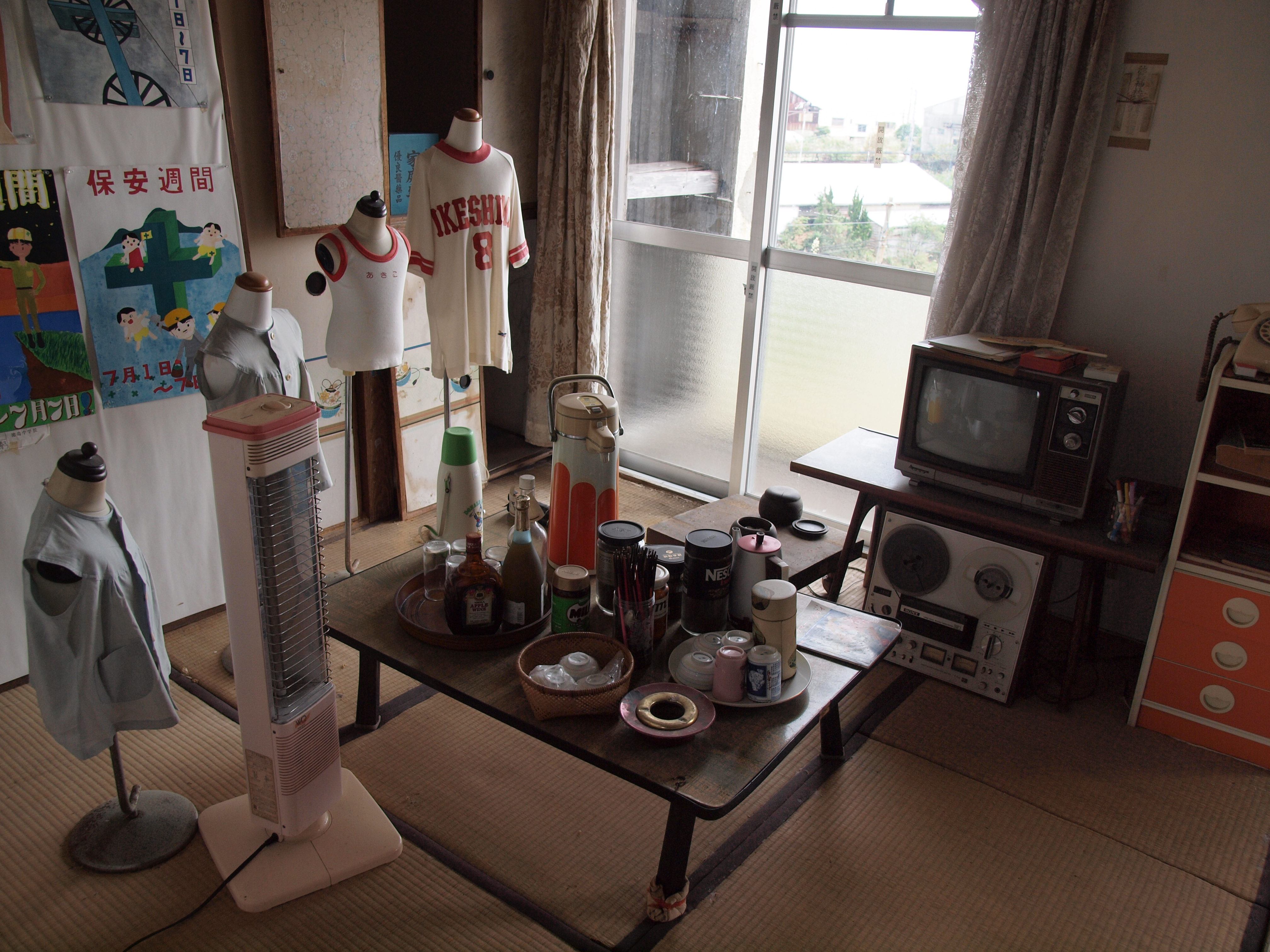
內部空間

昭和10年代為了加速都市化樓房的興建，半官方性質的特殊法人機構「住宅營團」成立，二戰後改組為「日本住宅公團」（今都市再生機構前身），其中「團」字就長期存在。
建築史作家藤森照信於《天下無雙的建築學入門》（天下無双の建築学入門）一書中考證，團地一詞最初是被日本住宅公團的初代設計課長本城和彦所慣用，本意是「集團住宅地」簡稱，指住宅公團負責的開發區。而集團住宅地一詞其實於戰前已經出現，例如1939年日本建築學會的「面向勞動者的集團住宅地計畫」中已經出現。隨著名詞慣用發展現在由私人企業建造的建密集廉價住宅也被稱為團地，成為特指這種建築型態的社區。另有延伸出「工業團地」一詞，等同中文所說的工業園區。
戰後階段由於重建需要和城市化進程同時出現，日本住宅公團大量興建密集廉價住宅，同時也因帶有半官方性讓購屋者在廉價之餘較有信任感，所以團地在各處大量可見，在日本城市化過程中不少人口就是住進了這種社區。昭和年代「一億總中流」生活的標準夢想就是離開落後的老家進入城市商社當上班族，職場結婚，後買一戶團地住宅準備生子成立小家庭，丈夫白日出去上班，妻子留守成為全職家庭主婦，成為一個時代日本人共同的回憶，也出現了「團地族」、「團地妻」等衍生詞。
常見的一戶團地住宅空間並不大，約為2LDK（2間臥室及起居、飯廳、廚房共同空間）或2DK（2間臥室及飯廳、廚房共同空間），少數有3LDK（3間臥室及起居、飯廳、廚房共同空間），內建抽水馬桶廁所和開放式廚房，能供夫婦和一兩個小孩勉強居住。早期有無電梯的4層樓，後來較多電梯型約7-8層樓甚至更高，前後陽台採光所以形成長條型排狀的建築群，外觀設計單調以功能性和廉價為主沒有裝飾，顏色多為淡米色和白色。